# Caixer (judaisme)
Caixer (en hebreu כָּשֵׁר), sovint transcrit amb l'anglicisme kosher, és un adjectiu que es refereix al conjunt de normes ortodoxes de caràcter dietètic dels jueus, la caixrut (כַּשְׁרוּת).
Els jueus que segueixen les normes caixer no han de consumir productes que no siguin acceptats per aquesta normativa.

## Menjar caixer
Moltes de les normes caixer són derivades dels llibres del Levític i del Deuteronomi de la Torà, amb detalls de la llei oral (la Mixnà i el Talmud) i codificada posteriorment pels escrits dels rabins. Com que la Torà no ho explicita, s'han proposat diversos motius per aquestes normes, des de les filosòfiques i rituals a les pràctiques i higièniques.

### Principis
Les normes principals són: 

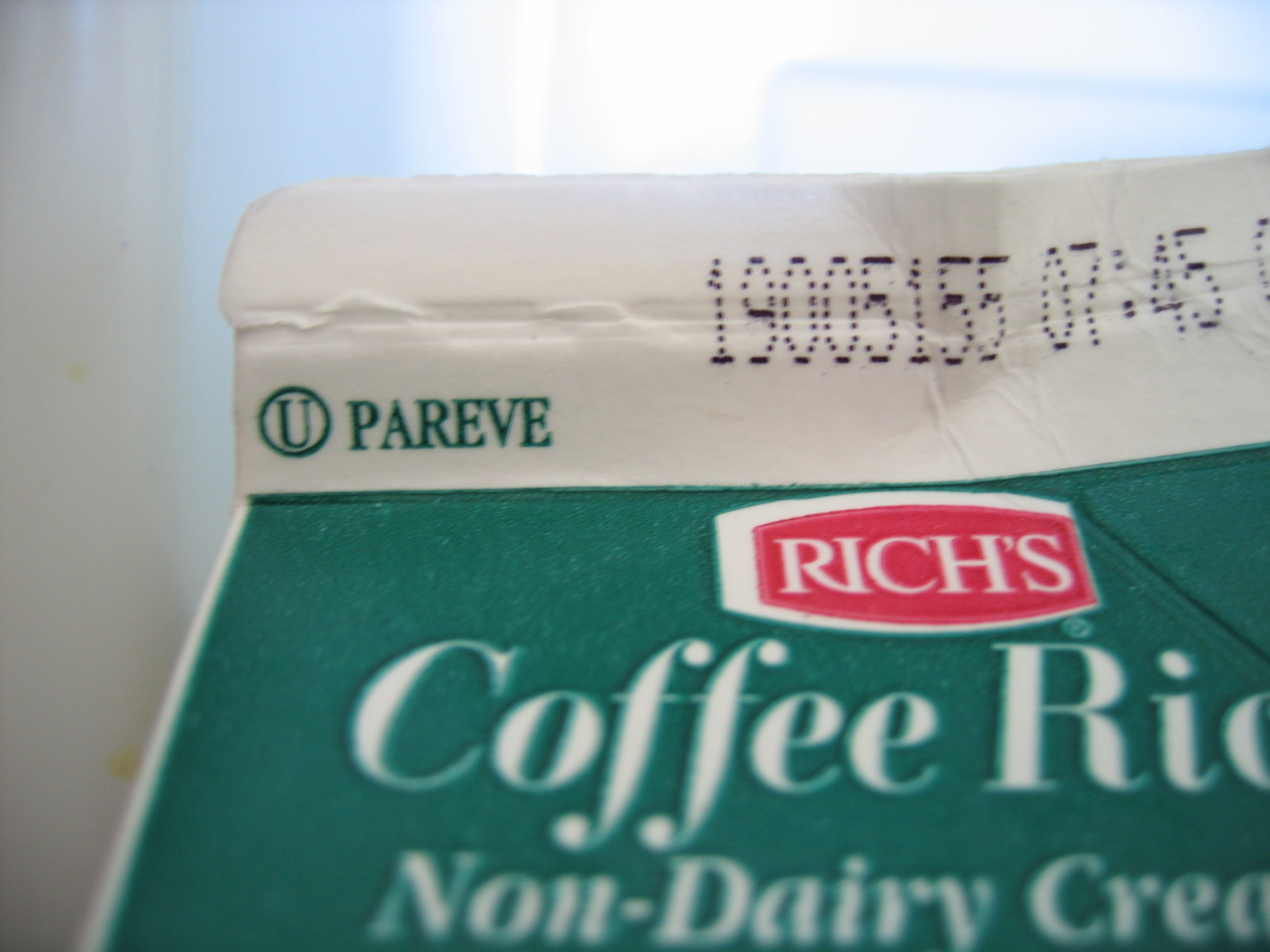
Paquet de crema caixer amb el símbol de certificació (U encerclada)

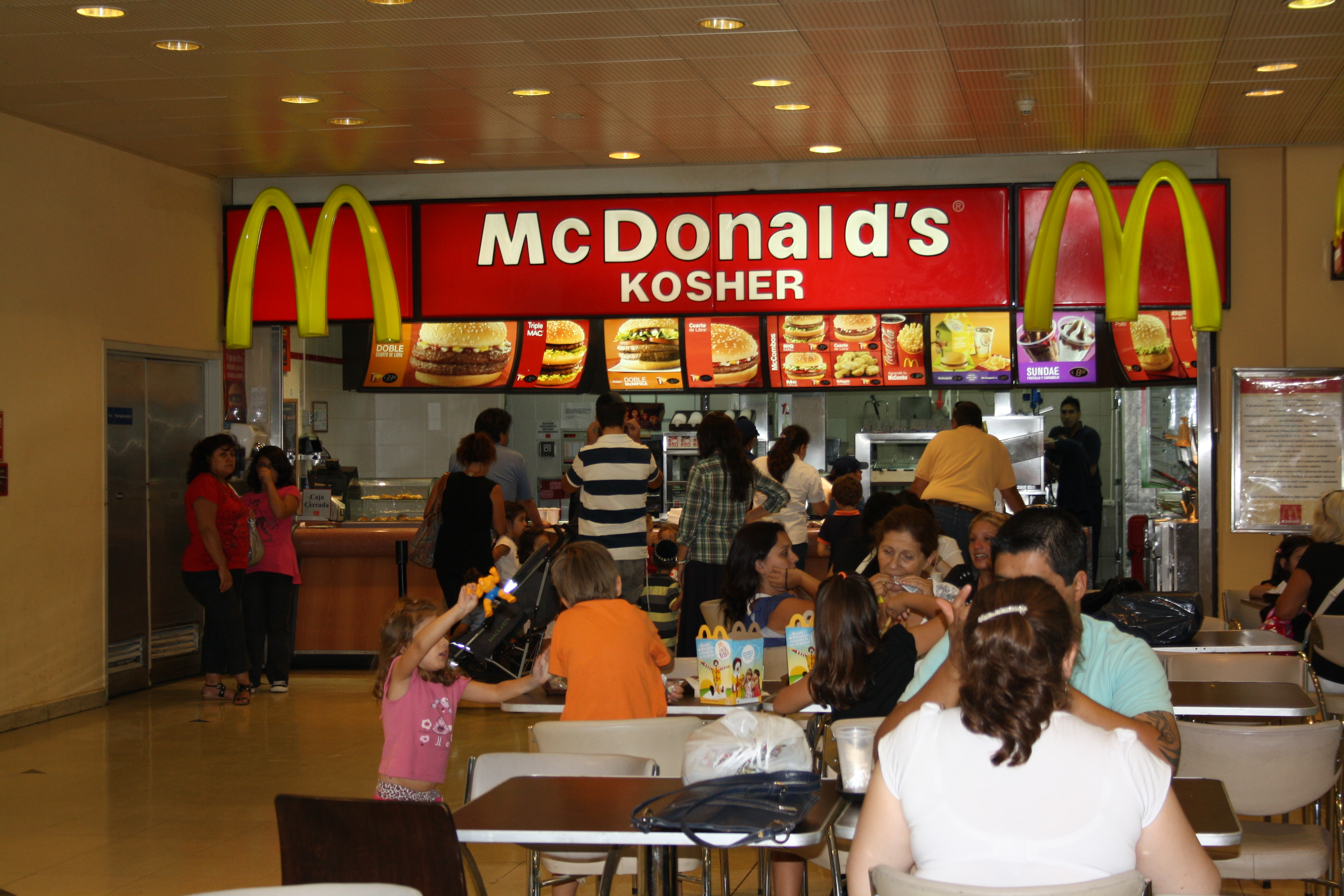
McDonald's caixer a Buenos Aires (Argentina)

- Només es permet menjar carn de determinades espècies:
- Mamífers remugants i amb la peülla partida poden ser caixer, s'exclouen alguns que no tenen les dues característiques com el camell, el damà, el conill i la llebre, aquests per no tenir unglots dividits, i el porc, ja que no és un remugant (Levític|11:3-8).[2]
- Els ocells han de complir determinats criteris; els ocells depredadors no són caixer. Ha d'existir una tradició de consum.[3] El gall d'indi (originari d'Amèrica) s'accepta perquè s'assimila amb la tradicional "Gallina de l'Índia". En general es consideren caixer els ocells que neixen amb plomes i caminen tot seguit.
- Els peixos caixer han de tenir aletes, escates i ganyes (Levític11:9-12). El marisc per tant no és caixer i no es pot menjar.[4]
- Els insectes no són caixer excepte algunes espècies de saltamartins, però això no està reconegut en moltes comunitats.[5]
- Un animal no domesticat per a ser caixer ha de complir un ritual per capturar-lo i sacrificar-lo.
- Els làctis no poden servir-se, al mateix plat, amb carn ni ser cuinats i servits amb les mateixes eines o coberts.[6]
- Els mamífers i l'aviram han de ser sacrificats de manera específica.[7]
- La sang ha de ser extreta tanta com sigui possible (Levític 17:10) amb un procés especial.[8]
- Els utensilis que s'han fet servir per menjars no-caixer passen a ser també no-caixer.
- El menjar preparat ha de respectar les normes del dissabte.[9]
- La Pasqua jueva té normes dietètiques especials (per exemple no es pot menjar pa fet amb llevat) (Èxode 12:15).[10] Els jueus que compleixen el caixer acostumen a tenir coberts i eines diferents per a la Pasqua.
- Alguns menjars s'han de preparar en part o totalment per part de jueus:
- Vi caixer[11]
- Alguns aliments cuits[12]
- Formatge i de vegades també la mantega[13]
- Alguns productes làctics[13][14]
- Segons alguns jueus i sota certes circumstàncies el pa[15]
- La Bíblia regula l'ús de producció agrícola feta a Israel.
- Durant els tres primers anys de creixement d'un arbre, no és permès menjar els seus fruits.[16]

Les següents normes no són observades universalment:
- La regla de no menjar cereals de nova collita abans del dia 16 del mes de nissan
- Alguns grups durant la Pasqua tampoc consumeixen all ni gebrochts (una galeta de blat).

## Taref
Els aliments no acceptats per la norma Caixer s'anomenen Taref (טָרֵף). En sentit tècnic taref es refereix a un animal que ha estat mort per un altre animal, ha estat mort amb un ganivet esmussat (amb la qual cosa hauria mort amb dolor) o que tingui un defecte que l'impossibilita per anar a l'escorxador.